# Giulio Santagata
Giulio Santagata (Zocca, 1 de octubre de 1949-Módena, 5 de enero de 2024) fue un político y economista italiano, miembro de la Cámara de Diputados de Italia y líder de Juntos.

## Biografía
Nació el 1 de octubre de 1949, en la comuna italiana de Zocca, cerca de Módena. 
Tras realizar estudios en la Universidad de Bolonia, obtuvo la licenciatura en Economía y Comercio. Luego comenzó a trabajar en la región Emilia-Romaña, pero al cabo de unos años abandonó este trabajo para convertirse en asesor fiscal.

### Carrera política
En 1996 fue nombrado consejero económico por el Primer Ministro Romano Prodi. Cuando Prodi asumió la presidencia de la Comisión Europea en 1999, Santagata lo sucedió en Bruselas. En 2001, fue elegido como miembro de la Cámara de Diputados italiana.
En 2006, fue el coordinador principal de la campaña electoral de Prodi en las elecciones generales, que Prodi ganó por estrecho margen contra el centro derecha liderado por Silvio Berlusconi.
Durante 2017 hubo largas conversaciones sobre la creación de una lista electoral a la izquierda del Partido Democrático (PD), dentro de la coalición de centroizquierda liderada por el PD. En este proceso, Giuliano Pisapia, ex alcalde de Milán, lanzó el Campamento Progresista (PC) y sopesó durante mucho tiempo la posibilidad de encabezar la lista propuesta, que incluía partidos menores establecidos, una variedad de izquierdistas y, más notablemente, exmiembros de Izquierda Ecología Libertad (SEL).
En diciembre, tras la retirada de Pisapia y la disolución del PC, Santagata fundó el Área Cívica, un partido progresista compuesto principalmente por ex olivistas, una facción de los leales a Prodi dentro de la Democracia es Libertad-La Margarita y, posteriormente, del Partido Democrático. Al cabo de unos días, junto con Riccardo Nencini, Angelo Bonelli, lanzaron Juntos para participar en las elecciones generales de 2018 como parte de la coalición de centro izquierda. El logotipo de Juntos se inspiró en el de El Olivo, una amplia coalición de centro izquierda activa desde 1995 hasta 2007 (cuando sus principales componentes se fusionaron en el PD).
Falleció el 5 de enero de 2024, en Módena, a los 74 años de edad.